# Livret d'épargne populaire
Pour les articles homonymes, voir LEP.
Le livret d'épargne populaire (LEP) est, en France, un livret d'épargne défiscalisé créé en 1982,, réservé aux personnes majeures à revenu modeste et présentant un taux de rémunération avantageux en comparaison avec les autres livrets d'épargne défiscalisés.
À la fin mars 2025, l'épargne déposée sur le LEP atteignait 82,8 milliards d'euros, plus haut total depuis sa création.

## Caractéristiques
Selon les informations de la Banque de France :
- Minimum de versement : 30 € à l'ouverture[3].
- Versement mensuel : 0 € (versement libre à partir de 10 €)[3].
- Plafond des dépôts : 10 000 € (hors capitalisation des intérêts) au 1er octobre 2023 (auparavant 7 700 €)
- Taux de rémunération : 2,70 % au 1er août 2025[4].
- Calcul des intérêts : les intérêts sont calculés en application de la règle des quinzaines et capitalisés au 31 décembre de chaque année. Les intérêts cumulés et dépassant le plafond sont eux-mêmes productifs d'intérêts[5].
- Fiscalité : aucun impôt ni aucune cotisation sociale ne s'appliquent aux intérêts.

### Application
Seulement 8,5 millions de LEP sont ouverts en France, à comparer aux 55 millions de livrets A (cependant des non-résidents possèdent des Livrets A) ce qui amène le ministère de l'Économie et des Finances à demander aux établissements bancaires d'encourager l'ouverture de nouveaux LEP. En 2018, l'encours moyen était de 5 000 €, et 38 % des livrets dépassaient le plafond, et capitalisaient 69 % des encours.
En mai 2023, 52 % des personnes éligibles détiennent un LEP, soit 9,7 millions sur les 18,6 millions éligibles ; contre 37 % fin 2021. La Banque de France souhaite amplifier cette progression. 47 % des LEP ouvert dépasse le plafond des 7 700 € par capitalisation des intérêts annuels sur le livret.

### Historique des taux d'intérêt
De sa création en avril 1982 jusqu'en janvier 1983, le LEP a un taux d'intérêt égal à celui du livret A. L'avantage juridique permet de dépasser le plafond de dépôt du livret A, qui à cette date est de 49 000 francs (21 255,75 € d'équivalent de pouvoir d'achat de 2019). Surtout, le sens politique était de sensibiliser les Français à l'épargne à une époque où une part significative des foyers gardait des avoirs (billets, monnaies précieuses, emprunts « russes ») sous leur plancher ou dans des murs creux. Ainsi, les banquiers incitaient à verser une somme mensuelle sur l'épargne. À la même époque, de nombreux efforts sont faits pour inciter les employeurs à verser les salaires par chèque puis par virement, mais encore, en 2021, l'employeur est libre de verser les salaires en espèces jusqu'à 1,22 SMIC, ce qui concerne 50 % des salariés (30 % en équivalent temps-plein, mais de nombreux salariés sont à temps partiel ou cumulent plusieurs temps partiels). Même si elle est légale, cette pratique est désormais marginale, le salaire peut également être versé pour partie en virement et pour partie en espèces (exemple d'une prime de 200 euros pour Noël).
Dès janvier 1983, ce taux est fixé par arrêté du ministère chargé de l'Économie et des Finances.
Depuis le 1er juillet 2004, ce taux dépend directement de celui du livret A, lequel est calculé à partir de différents indices.
Depuis le 1er août 2008, le taux du LEP est bonifié d'un demi-point par rapport à celui du livret A.
En février 2020, avec un taux d'1 % le LEP est à son plus bas historique. À titre d'exemple, pour 5 000 euros dormant toute l'année, le contribuable « populaire » ne perçoit que 50 euros nets, soit à peine plus qu'une journée de Smic. Néanmoins, compte tenu des taux d'intérêts interbancaires, il reste le meilleur rendement à capital garanti par l'État (le titulaire ne peut ni perdre son capital ni perdre ses intérêts). Toutefois, alors que l'avantage comparatif des livrets réglementés est de ne pas augmenter l’impôt (et même de ne pas augmenter le revenu fiscal de référence (RFR) pris en compte dans le calcul des allocations), cet avantage est minime pour un foyer fiscal qui de toute façon ne paye pas d'impôt, ou peu, sinon il ne serait éligible au Livret d'épargne populaire.
Depuis janvier 2021 le taux des comptes sur livret d'épargne populaire est égal au chiffre le plus élevé entre : 
a) Le taux des livrets A [...] majoré d'un demi-point ; et  
b) L'inflation en France telle que définie [ci-après] ;
c'est-à-dire, pour la définition de l'inflation : 
La moyenne arithmétique entre : 
- la moyenne semestrielle des taux à court terme en euros (€STR) tels que définis par l'orientation modifiée (UE) 2019/1265 de la Banque centrale européenne du 10 juillet 2019 sur le taux à court terme en euros (€STR) ;
- l'inflation en France mesurée par la moyenne semestrielle de la variation sur les douze derniers mois connus de l'indice INSEE mensuel des prix à la consommation, hors tabac, de l'ensemble des ménages (série : 001763852) ;

Ainsi, les taux d'intérêt du LEP ont été successivement :
Le graphique qui aurait dû être présenté ici ne peut pas être affiché car il utilise l'ancienne extension Graph, désactivée pour des questions de sécurité. Des indications pour créer un nouveau graphique avec la nouvelle extension Chart sont disponibles ici.

| Date             | Taux    |
| ---------------- | ------- |
| 14 janvier 1983  | 8,50 %  |
| 16 août 1984     | 7,50 %  |
| 1er juillet 1985 | 7,00 %  |
| 16 mai 1986      | 5,50 %  |
| 1er mars 1996    | 4,75 %  |
| 16 juin 1998     | 4,75 %  |
| 1er août 1999    | 4,00 %  |
| 1er juillet 2000 | 4,25 %  |
| 1er août 2003    | 4,25 %  |
| 1er août 2004    | 3,25 %  |
| 1er août 2005    | 3,00 %  |
| 1er février 2006 | 3,25 %  |
| 1er août 2006    | 3,75 %  |
| 1er août 2007    | 4,00 %  |
| 1er février 2008 | 4,25 %  |
| 1er août 2008    | 4,50 %  |
| 1er février 2009 | 3,00 %  |
| 1er mai 2009     | 2,25 %  |
| 1er août 2009    | 1,75 %  |
| 1er août 2010    | 2,25 %, |
| 1er février 2011 | 2,50 %  |
| 1er août 2011    | 2,75 %  |
| 1er août 2012    | 2,75 %  |
| 1er février 2013 | 2,25 %  |
| 1er août 2013    | 1,75 %  |
| 1er août 2014    | 1,50 %  |
| 1er août 2015    | 1,25 %  |
| 1er février 2020 | 1,00 %, |
| 1er février 2022 | 2,20 %  |
| 1er août 2022    | 4,60 %  |
| 1er février 2023 | 6,10%   |
| 1er août 2023    | 6,00 %  |
| 1er février 2024 | 5,00 %  |
| 1er août 2024    | 4,00 %  |
| 1er février 2025 | 3,50 %  |
| 1er août 2025    | 2,70 %  |

## Conditions de détention
Jusqu'au 31 décembre 2013, pour bénéficier du LEP, le bénéficiaire devait être exonéré d'impôt sur le revenu ou redevable d'un impôt (avant imputation des divers crédits d'impôts et des prélèvements non libératoires) inférieur à un certain montant.
La loi de finances rectificative de 2013 met fin à cette condition de montant d'impôt pour la remplacer par une condition de revenus. Néanmoins, les contribuables qui détiennent un LEP au 1er janvier 2014 pourront le conserver jusqu'au 31 décembre 2017 même s'ils ne respectent pas les nouvelles conditions.
La détention d'un livret d'épargne populaire est réservée aux personnes domiciliées en France et dont le revenu fiscal de référence est inférieur ou égal aux plafonds définit à l’article 1417 du Code Général des impôts.
On[Qui ?] évalue que le plafond de revenu du LEP est de 75 % du revenu moyen en France, ce qui vaut à 90 % du revenu médian en France, ce qui fait que 45 % des Français sont éligibles. On note que le plafond de revenu du LEP est supérieur au salaire minimum (SMIC) mais de toute manière, il s'adresse à tout le monde, c'est-à-dire pas seulement aux salariés.
| Parts de quotient familial                                                                                                 | France métropolitaine | Guadeloupe, La Réunion, Martinique | Guyane    | Mayotte    |
| Première part | 19 977 €              | 23 405 €                           | 24 713 €  | 36 671 €   |
| Majoration pour la première demi-part supplémentaire                                                                       | + 5 334 €             | + 5 648 €                          | + 6 804 € | + 10 192 € |
| Majoration pour les demi-parts supplémentaires suivantes                                                                   | + 5 334 €             | + 5 334 €                          | + 5 334 € | + 7 709 €  |
| Exemple pour deux parts fiscales (couple marié ou pacsé, personne isolée avec un enfant, personne seule avec deux enfants) | 30 645 €              | 34 387 €                           | 36 851 €  | 54 853 €   |

Il n'est possible de détenir qu'un LEP par contribuable ou pour chacun des conjoints, dans la limite de deux LEP par foyer fiscal.
Le livret d'épargne populaire est cumulable avec tous les autres livrets.
Il est possible d'ouvrir un livret d'épargne populaire dans n'importe quelle banque ainsi qu'auprès du Trésor Public. Pour ouvrir un LEP, vous devez en faire la demande à votre banque et lui fournir votre dernier avis d'imposition (condition obligatoire).